# Seberg
Seberg (bra: Seberg contra Todos; prt: Seberg - Contra Todos os Inimigos) é um filme britano-estadunidense de 2019, do gênero suspense político-biográfico, dirigido Benedict Andrews, com roteiro de Joe Shrapnel e Anna Waterhouse, baseado na vida de Jean Seberg. É estrelado por Kristen Stewart, Jack O'Connell, Margaret Qualley, Zazie Beetz, Anthony Mackie, e Vince Vaughn.
Teve sua estreia mundial no Festival Internacional de Cinema de Veneza em 30 de agosto de 2019. Foi lançado no Reino Unido em 10 de janeiro de 2020, pela Universal Pictures, e na América do Norte, em 21 de fevereiro de 2020, pela Amazon Studios, após uma temporada classificatória para prêmios em 13 de dezembro de 2019.

## Sinopse
O filme conta a história de uma atriz conhecida pelo seu auge em vários filmes gravados na França. Chegando aos Estados Unidos, conhece um ativista durante o voo e logo está com ele. A atriz passa a trabalhar como patrocinadora do movimento Panteras Negras ao lado do ativista. O FBI, com um aplicativo de vigilância, acompanha a situação de perto. Um agente espião começa a protestar quando o FBI começa um projeto de difamação contra a atriz.

## Elenco
- Kristen Stewart como Jean Seberg
- Jack O'Connell como Jack Solomon
- Anthony Mackie como Hakim Jamal
- Margaret Qualley como Linette Solomon
- Colm Meaney como Frank Ellroy
- Zazie Beetz como Dorothy Jamal
- Vince Vaughn como Carl Kowalski
- Yvan Attal como Romain Gary
- Gabriel Sky as Diego Gary
- Stephen Root como Walt Breckman
- Cornelius Smith Jr. como Ray Robertson
- Jade Pettyjohn como Jenny Kowalski
- Ser'Darius Blain como Louis Lewis
- James Jordan como Roy Maddow

## Lançamento
A Amazon Studios adquiriu os direitos de distribuição de Against All Enemies em fevereiro de 2019. O filme teve seu título alterado para Seberg, e teve sua estreia mundial fora da competição no Festival Internacional de Cinema de Veneza em 30 de agosto de 2019. A Universal Pictures distributiu o filme in em territórios internacionais selecionados fora da América. Também foi exibido no Festival Internacional de Cinema de Toronto em 7 de setembro de 2019. O filme foi lançado nos Estados Unidos em 13 de dezembro de 2019, em uma corrida de qualificação para o Oscar, antes de ser lançado em 21 de fevereiro de 2020, e no Reino Unido em 10 de janeiro de 2020. Em Portugal, o filme foi lançado em 20 de fevereiro de 2020, e no Brasil, em 5 de março de 2020.

## Resposta da crítica
No site agregador de críticas Rotten Tomatoes, 35% das 141 resenhas dos críticos são positivas, com uma classificação média de 5,5/10. O consenso do site diz: "O tratamento frustrantemente superficial de Seberg de uma história verdadeira fascinante faz um desserviço ao seu assunto - e à atuação de Kristen Stewart no papel central." O Metacritic, que usa uma média ponderada, atribuiu ao filme uma pontuação de 54 em 100, baseado em 28 críticos, indicando críticas "mistas ou médias".
A lista anual de melhores desempenhos do ano da Time, de Stephanie Zacharek, listou Stewart como o décimo melhor desempenho de 2019.